# Kim Småge
Anne Karin Thorhus (født 23. juni 1945 i Trondheim), bedre kendt under sit kunstnernavn Kim Småge, er en norsk forfatter. Hun modtog litteraturprisen Glasnøglen i 1994 for sin roman Sub Rosa.
Kim Småge er oprindeligt uddannet dykkerinstruktør for Norges Dykkeforbund. Hun har en kandidatgrad i norsk, engelsk og geografi fra Norges teknisk-naturvidenskabelige universitet.
Hendes litterære gennembrud kom i 1983 med Natdyk, en roman som hun samme år modtog Rivertonprisen for. En central figur i mange af Kim Småges bøger er politibetjenten Anne-kin Halvorsen. Småges bøger refererer ofte til et fælles univers som hun deler med forfatterne Anne B. Ragde, Fredrik Skagen og Idar Lind.